# Valentín Pezzolesi
Valentín Pezzolesi (Tenerife, 16 de abril de 2007) es un futbolista español de origen argentino. Juega como lateral derecho en la U. D. Las Palmas de la Segunda División de España.

## Trayectoria
Se inició en el fútbol en la escuela de fútbol de Adeje de donde pasó a los filiales del C. D. Tenerife. En 2022, su último año de cadete, fichó por la U. D. Las Palmas. En el verano de 2024 fue uno de los canteranos amarillos que realizó la pretemporada con el primer equipo dirigido por Luis Carrión. La temporada la hizo con el filial de tercera.
El 31 de octubre de 2024, con 17 años, 6 meses y 16 días, debutó como titular en el primer equipo en el partido de la Copa del Rey ante el C. F. Ontiñena, siendo el séptimo jugador más joven en defender los colores de la Unión Deportiva Las Palmas en partido oficial. El 22 de febrero de 2025 debutó en Primera División, saliendo desde el banquillo en la derrota 0-2 de su equipo ante el F. C. Barcelona, convirtiéndose en el debutante en la máxima categoría más joven de la historia de la U. D. Las Palmas, con 17 años, 10 meses y 6 días.

## Estadísticas

### Clubes
Actualizado al último partido disputado el 23 de febrero de 2025.
| Club                | Div.          | Temporada     | Liga  | Liga  | Copas nacionales | Copas nacionales | Copas internacionales | Copas internacionales | Total | Total |
| Club                | Div.          | Temporada     | Part. | Goles | Part.            | Goles            | Part.                 | Goles                 | Part. | Goles |
| ------------------- | ------------- | ------------- | ----- | ----- | ---------------- | ---------------- | --------------------- | --------------------- | ----- | ----- |
| Las Palmas Atlético | 3.ª F         | 2024-25       | 12    | 0     | -                | -                | -                     | -                     | 12    | 0     |
| Las Palmas Atlético | Total         | Total         | 12    | 0     | -                | -                | -                     | -                     | 12    | 0     |
| U. D. Las Palmas    | 1.ª           | 2024-25       | 1     | 0     | 1                | 0                | -                     | -                     | 2     | 0     |
| U. D. Las Palmas    | Total         | Total         | 1     | 0     | 1                | 0                | -                     | -                     | 2     | 0     |
| Total carrera       | Total carrera | Total carrera | 13    | 0     | 1                | 0                | -                     | -                     | 14    | 0     |